# Tennisbond Het Noorden
De Tennisbond Het Noorden, kortheidshalve THN, werd op 3 juli 1915 opgericht in het Groningse Noordhorn. Het is een samenwerkingsverband van een aantal tennisverenigingen in het Westerkwartier. De vier oprichtende verenigingen waren de nu nog bestaande tennisvereniging T.I.O.L. (in 1909 te Noordhorn opgericht), de tennisclub Bedum (van 1911), de tennisclub Aduard (van 1912) en de tennisclub Grijpskerk (van 1914). Op 25 juli 2016 werd bij besluit van de algemene vergadering de bond ontbonden. Plaats van samenkomst was de plaats van oprichting: Noordhorn. 

## Doelstelling
Doelstelling was "de bevordering der tennissport binnen het Westerkwartier en de behartiging van de belangen van de leden". De THN trachtte dit doel te bereiken door: het stimuleren van de activiteiten van de ledenverenigingen, het verhogen van het spelpeil der leden, het scheppen en bevorderen van trainingsfaciliteiten, het organiseren van onderlinge wedstrijden, het instellen van commissies voor behartiging van de verschillende activiteiten, het samenwerken met andere organisaties met gelijk of verwant doel. De in 1899 opgerichte KNLTB (tot 1939 NLTB) nam deze functies in het vierde kwart van de 20e eeuw vrijwel geheel over. 

## Algemene Geschiedenis van de ontwikkeling der tennissport in de provincie Groningen
Het tennis werd door de boerenfamilie Mansholt, wonende in de Westpolder boven Zoutkamp, geïntroduceerd. Door zakelijke contacten met Engeland vanwege de aankoop van landbouwmachines voor de bewerking van de vette klei in de nieuwe polder, raakten zij bekend met het tennisspel. Het tennisspel verspreidde zich door onderlinge contacten voornamelijk over de kleigebieden van de provincie Groningen. Het was in eerste aanleg een boerenaangelegenheid. Rond de eeuwwisseling ontstonden de oudste verenigingen: Be Quick 1899 te Haren, Sla Raak 1903 te Winschoten, Roode Haan in 1906, De Meeden in 1908 en Uithuizermeeden in 1909. In stad Groningen werd pas in 1913 de eerste tennisvereniging, de Groninger Lawn Tennisbond (GLTB) opgericht. 
De nieuw ontstane tennisverenigingen bundelden zich in streekgebonden organisaties. In 1911 werd de Noord Groninger Tennisbond (NGTB)voor de landschappen Hunsingo en Fivelingo opgericht, in 1915 de THN en in 1924 de Oost Groninger Tennis Bond (OGTB). Het waren deze Ommelander Bonden, die onderling de zogenaamde Twee, en later Drie Bonden Wedstrijden organiseerden. In 1930 werd een zilveren wisselbeker beschikbaar gesteld door de NLTB (toen nog niet Koninklijk!), welke in 1937 definitief werd gewonnen door de THN. Deze beker is tot op heden onvindbaar. Een tweede ter beschikking gestelde zilveren wisselbeker bevindt zich thans in de collectie van het Groninger Museum.
In stad Groningen vormden de tennisverenigingen pas in 1926 de Stad Groninger Tennis Bond (SGTB), later opgevolgd door Onderlinge Tennisbond Groningen (OTG). In 1930 bij de reorganisatie van de NLTB werd de Bond Winschoten & Veenkoloniën (V&W) opgericht.  
Tussen de vijf Bonden, in de terminologie van de NLTB kringen, werden jaarlijks de Vijf Kringen Wedstrijden georganiseerd waarvoor de NLTB een zilveren wisselbeker ter beschikking stelde. Uiteindelijk werd deze beker in 1974 definitief gewonnen door de THN. De beker bevindt zich thans in de collectie van het Groninger Museum.

## De THN in het bijzonder
Tennissers kwamen in de beginjaren per fiets uit het gehele Westerkwartier naar onder meer de tennisbaan bij Roodehaan aan het Reitdiep om zich daar in het tennisspel te bekwamen en zich te vermaken. De THN had zijn grootste bloeitijd in de periode 1930 tot 1970. Wedstrijden en toernooien werden gebruikelijk besloten met een uitgebreide diners en tot diep in de nacht doorgaande danspartijen.
In het laatste kwart van de 20e eeuw nam het belang van de THN als regionale tennisorganisatie sterk af. Door de motorisering en de groei van de KNLTB ontstonden uitwisselingen op landelijke schaal. De THN subsidieerde in die periode nog slechts de door de ledenverenigingen georganiseerde tennisactiviteiten ter bevordering van het tennis in het Westerkwartier. Op 3 juli 2015 bestond de THN 100 jaar, dat met een groots feest werd gevierd. In 2016 werd de THN wegens het weggevallen van de functie ontbonden. De beschikbare documentatie bevindt zich thans in de Groninger Archieven. 

## Activiteiten
- De deelname aan de "Drie Bonden Wedstrijden" en de "Vijf Kringen Wedstrijden" in de provincie Groningen.
- De organisatie van dames enkel, heren enkel, dames dubbel, heren dubbel en gemengde wedstrijden voor de senioren. Bij gebrek aan aanmeldingen werd deze activiteit begin jaren negentig beëindigd.
- De organisatie van de jeugdkampioenschappen. Begin jaren negentig beëindigd wegens gebrek aan belangstelling van de jeugd en het vertrek van de organiserende bestuursleden.
- De organisatie van de training door de jeugd. Deze functie werd begin jaren negentig overgenomen door het district Groningen van de KNLTB.
- De medefinanciering van tennisactiviteiten van ledenverenigingen ter bevordering van het spelpeil der tennissers in het Westerkwartier.